# Het precedent
Het precedent is een hoorspel naar The Intervener, een op 12 februari 1961 door de BBC uitgezonden televisiepel van Donald Wilson. Cynthia Pughe bewerkte het, Nantko G. Hazelhoff vertaalde het en de VARA zond het uit op woensdag 20 juni 1962 (met een herhaling op zaterdag 26 juni 1965). De regisseur was Jan C. Hubert. Het hoorspel duurde 112 minuten.

## Rolbezetting
- Louis de Bree (mr. J.Q. Penlove)
- Fé Sciarone (Lilly Forester)
- Frans Somers (Philip Barron)
- Barbara Hoffman (Jean, zijn vrouw)
- Huib Orizand (Trumper)
- Wiesje Bouwmeester (Caroline Erskine)
- Jan Verkoren (mr. Barker)

## Inhoud
Lilly Forrester hoort van advocaat Jeremy Penlove dat zij de dochter is van Forrester van Surrey, beroepscricketer en bowler. Lilly is al vijf jaar gescheiden, maar haar vroegere man Phil heeft haar nog nooit alimentatie betaald. Met dansen in cabaret en revue verdiende zij een stuk meer dan hij. Bovendien vermeldde het vonnis bij de scheiding geen alimentatie en daar was Lilly het helemaal mee eens.
Lilly raakte geblesseerd, brak twee tenen en kon niet meer dansen. Op een gegeven moment raakte ze aan de grond. Met de advocaat hem wil zij bespreken hoe haar vroegere echtgenoot nu zou kunnen worden aangepakt. Phil is ondertussen opnieuw en gelukkig getrouwd. Met zijn vrouw Jean heeft Lilly een gesprek dat eindigt met het dringende verzoek aan Lilly zo snel mogelijk te verdwijnen. Er doen zich dan nog een aantal verwikkelingen voor en ten slotte ontvangt Phil een niet zo aangenaam briefje van advocaat Penlove, waarin wordt meegedeeld dat Lilly Forrester het voornemen heeft een maandelijkse uitkering tot onderhoud te vragen ten bedrage van 40 pond.